# Gran Canària
Gran Canària (en castellà: Gran Canaria) és una illa de l'arxipèlag canari (Comunitat Autònoma de les Illes Canàries) situada a l'oceà Atlàntic, al costat de les costes del nord d'Àfrica i que pertany políticament a Espanya. Juntament amb les illes de Lanzarote i Fuerteventura forma la província de Las Palmas. La seva capital, Las Palmas de Gran Canaria, és la ciutat més poblada de l'illa i de l'arxipèlag amb 383.308 habitants (2010) i comparteix la capitalitat de Canàries amb Santa Cruz de Tenerife.
La població de l'illa el 2011 era de 850.391 habitants, tractant-se de la segona illa més poblada de Canàries. Ocupa geogràficament un lloc central en l'arxipèlag, i està situada entre Tenerife i Fuerteventura. És d'origen volcànic, presenta una forma quasi circular i és constituïda per un massís que assoleix la màxima altitud al Pico del Pozo de las Nieves (1.949 m), al centre de l'illa. Gran Canària és la tercera illa de l'arxipèlag en extensió i altitud.

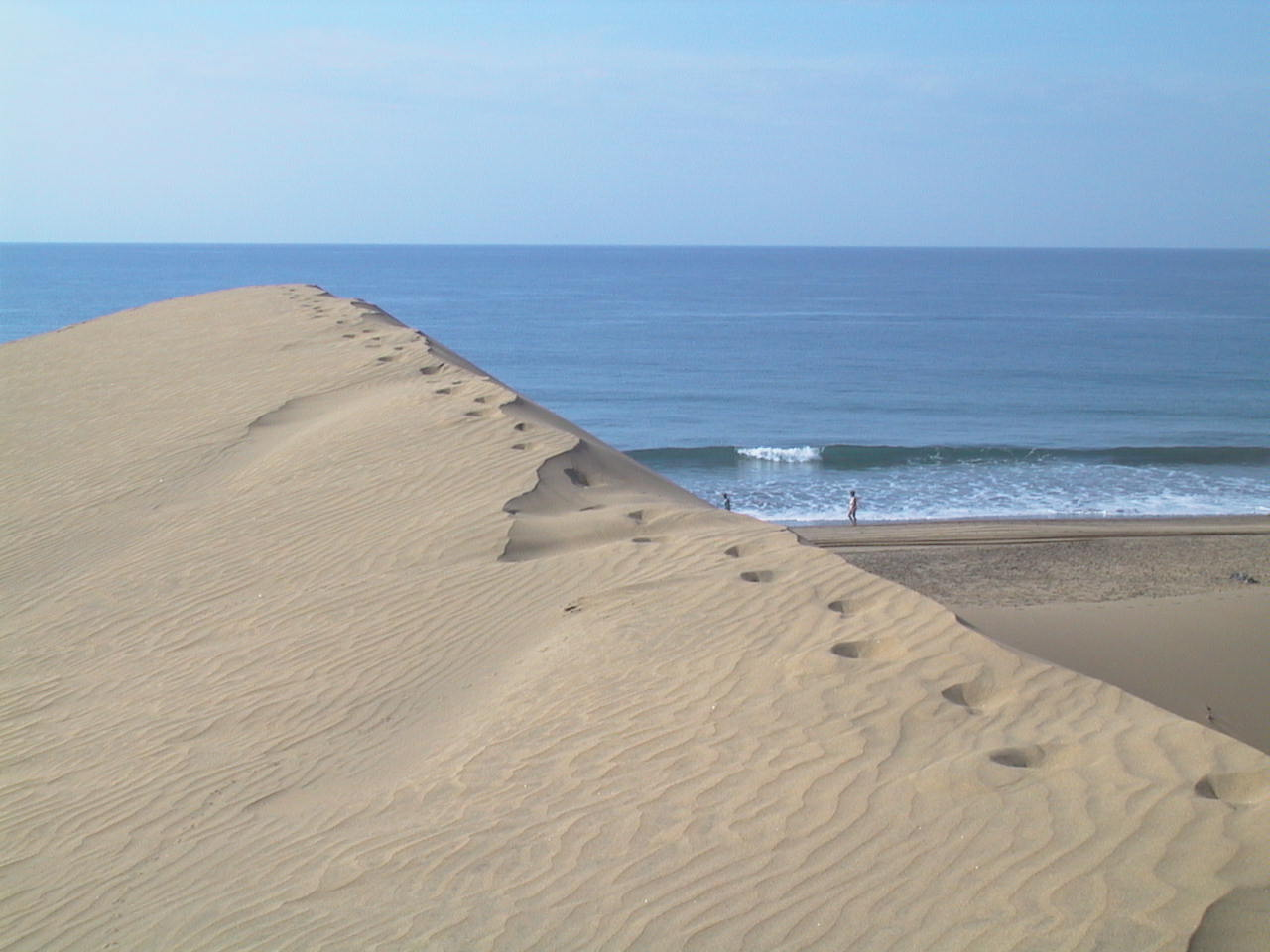
Dunes de Maspalomas

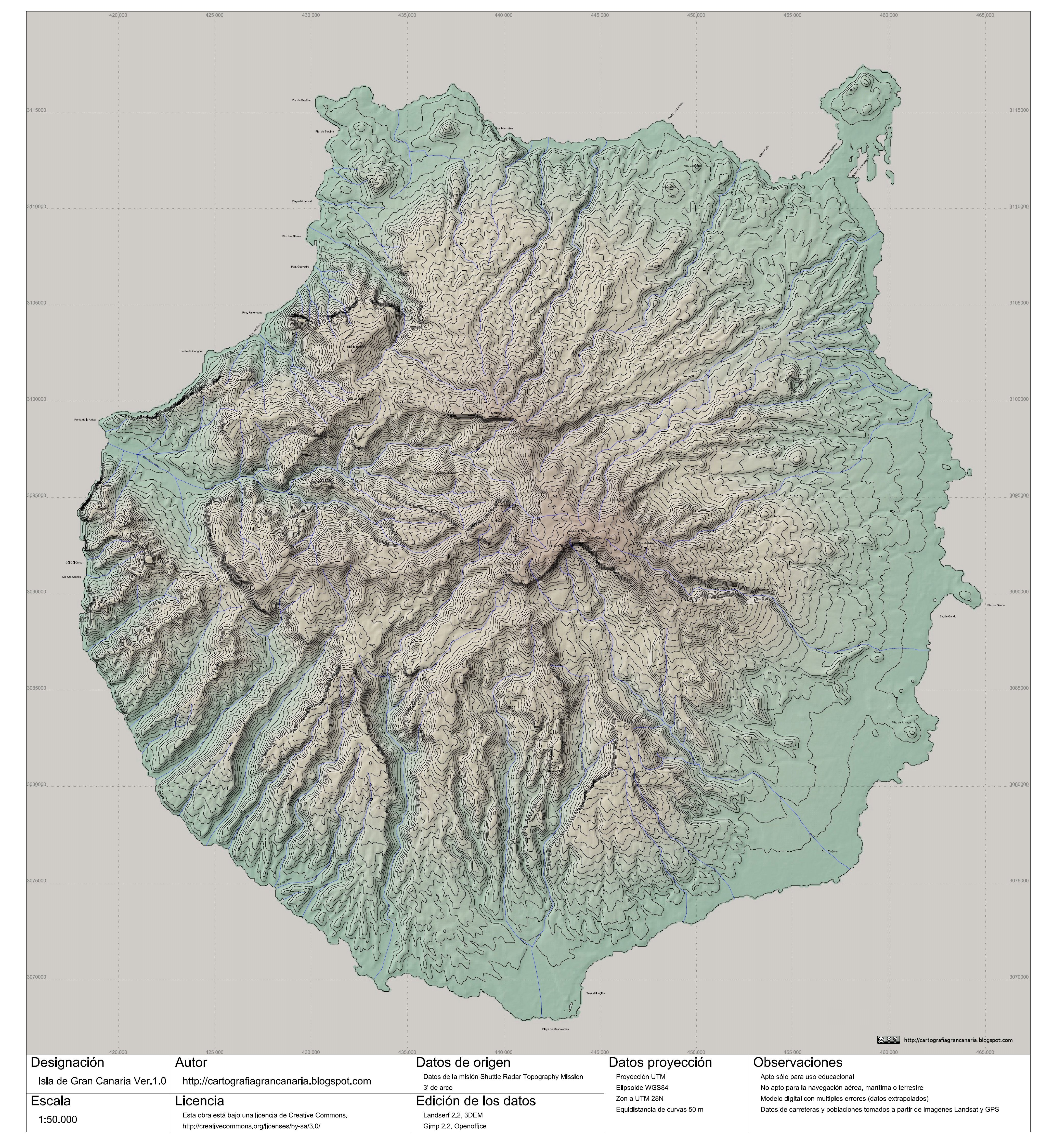
Gran Canària

## Clima
Gran Canària presenta una gran diversitat climàtica, per la seva orografia i per l'efecte dels vents alisis. Això origina moltes diferències paisatgístiques entre barlovent i sotavent. La capital insular, Las Palmas de Gran Canaria, és considerada la ciutat amb el millor clima del món segons un estudi de la Universitat de Siracusa (Nova York). Per la seva part, Mogán, al sud-oest de l'illa, és el lloc de la Unió Europea amb més dies sense núvols.
El clima de Gran Canària fa que la diversitat ecològica sigui notable: l'illa compta amb més de cent endemismes vegetals, així com amb altres cinc-cents compartits amb la resta de les Canàries.

## Naturalesa
Originalment, Gran Canària va ser una de les illes de Canàries amb més àmplia massa forestal. No obstant això, després de la conquesta de les Illes Canàries, l'illa va patir un greu procés de desforestació a conseqüència de les contínues tales, repartiments de terres i altres aprofitaments intensius. Això va provocar que aquesta massa forestal quedés reduïda a només 56.000 hectàrees, convertint l'illa en la més desforestada de l'arxipèlag per acció humana. No obstant això, al segle xx van començar a realitzar-se tasques de reforestació de la zona carenera de l'illa, recuperant part de la massa boscosa perduda. La major part del cim de l'illa està reforestada.

## Organització políticoadministrativa
L'òrgan de govern de l'illa és el Cabildo Insular de Gran Canària, creat per la llei de cabildos de 1912. Al seu torn, aquesta es divideix en 21 municipis:
| - Agaete - Agüimes - Artenara - Arucas - Firgas - Gáldar - Ingenio - La Aldea de San Nicolás - Las Palmas de Gran Canaria - Mogán - Moya | - San Bartolomé de Tirajana - Santa Brígida - Santa Lucía de Tirajana - Santa María de Guía de Gran Canaria - Tejeda - Telde - Teror - Valleseco - Valsequillo de Gran Canaria - Vega de San Mateo |

## Evolució demogràfica
| Any  | Població | Densitat (hab./km²) |
| ---- | -------- | ------------------- |
| 2000 | 741.161  | 475,07              |
| 2001 | 755.489  | 484,26              |
| 2002 | 771.333  | 494,41              |
| 2003 | 789.908  | 506,32              |
| 2004 | 790.360  | 506,61              |
| 2005 | 802.247  | 514,23              |
| 2006 | 807.049  | 517,31              |
| 2007 | 815.379  | 522,65              |
| 2008 | 829.567  | 531,74              |
| 2009 | 838.397  | 537,40              |
| 2010 | 845.676  | 542,10              |

## Símbols
La bandera de Gran Canària tal com disposa el Butlletí Oficial de Canàries, és de forma rectangular i està dividida en dues meitats per una diagonal que va des de l'angle inferior esquerre fins al superior dret. La meitat superior és de color groc mentre que la inferior és de color blau. Al centre porta l'escut de Gran Canària. Fou adoptada oficialment el 10 d'abril de 1989. La bandera es creà el 1869 com a bandera de matrícula de la província marítima de Las Palmas, i segons sembla l'elecció de la forma i els colors fou arbitrària.